# コニツ
コニツ（ボスニア語: Konjic,クロアチア語: Konjic,セルビア語: Коњиц）はボスニア・ヘルツェゴビナの都市およびそれを中心とした基礎自治体で、ボスニア・ヘルツェゴビナを構成する構成体のうちボスニア・ヘルツェゴビナ連邦のヘルツェゴビナ＝ネレトヴァ県に属する。

## 地勢
ヘルツェゴビナ北部の町で、サラエヴォの約40km南西に位置する。標高は約300mあり周囲は山地や森林が広がる。町はネレトヴァ川の両岸に開けており、コニツの現在の人口は約２万9千人である。

## 歴史
コニツ周辺は約4,000年前から人が住み始めていたとされ、約2,000年前からはイリュリア人がネレトヴァ川に沿って上流に移動する際、形成されたとされる居住地が見つかっている。 コニツの名が記録された最も古い典拠は1382年6月16日に記された今日のドゥブロヴニクであるラグーサ共和国のもので 、中世のコニツはボスニア王国の一部であったが後にオスマン帝国の支配を受け、現在の町の紋章を特徴づけているオスマン建築様式の橋や
多くのモスクなどオリエント的な特徴を持つようになった。オスマン支配後はオーストリア＝ハンガリー帝国の支配下となる。
第二次世界大戦期にはナチスの傀儡政権であるクロアチア独立国の支配下となるが、後にユーゴスラビア社会主義連邦共和国となる。ユーゴスラビア時代にはサラエヴォやアドリア海沿岸とを結ぶ鉄道の利便性が良いことやイグマン弾薬工場、ユーゴスラビア人民軍(JNA)の兵舎などがあることから多民族都市として発展した。1990年代に入ると紛争の影響を受けることになる。

### ボスニア・ヘルツェゴビナ紛争
ユーゴスラビア紛争期、コニツはサラエヴォとボスニア・ヘルツェゴビナ南部とを結ぶ連絡ルートであった。
サラエヴォ包囲時にはボスニア政府勢力がサラエヴォへ向かう必要不可欠なルートとなっていた。さらに倉庫や弾薬工場、通信施設など重要な軍事施設も含まれていた。セルビア系住民はコニツでは多数を占めておらず、セルビア人自治地域でもなかったが1992年3月、セルビア人コニツ自治体の設立を宣言している。セルビア民主党(SDS)はJNAと共同で自治体の運営や軍事組織の訓練などを行った。HDZなどのクロアチア勢力もまたコニツにおける自治などを要求したが、セルビア人同様多数派を占めておらず、1991年の国勢調査では町の人口の29%を占めるだけであった。クロアチア民主同盟の組織の一部であるヘルツェグ＝ボスナ・クロアチア人共和国などのクロアチア勢力も自らの自治を要求し1992年4月に軍事組織の設立と武装を行った。
ボスニア・ヘルツェゴビナのユーゴスラビアからの独立が国際的に認められると、SDSはコニツ自治体の議会からは退き戦時議会を形成して、自治体は手に負えなくなってしまった。1992年4月20日から5月初旬まで、ボスニア政府勢力はコニツ自治体の戦略的な資産や兵器などのほとんどを掌握していたが、セルビア人勢力は外部から自治体への道路網などを押さえ効果的に補給路を断っていた。セルビア人勢力によって追われた自治体周辺のボシュニャク人難民が流入し始め、その間に町からはセルビア人によって掌握された村にセルビア系の住民が離れている。1992年5月4日にJNAとセルビア人勢力によるボラスニツァとキセラの丘からの最初の砲弾がコニツに着弾した。以後、デイトン合意に至る3年以上にわたり砲撃が続けられた。砲撃が続けられたことによって、多くの犠牲者や生活環境の堪え難い状況が生まれた。難民の増加によって、住施設や食料その他の基本的なライフラインが不足していた。慈善団体などの援助によって十分な食料は供給されるようになったが、生産設備などは破壊されてしまった。8月か9月までコニツでは国際連合難民高等弁務官事務所からの支援は待たなければならず、すべての通信手段は断たれていた。コニツ自治体にとって最優先にする目標はサラエヴォやモスタルとの交通や通信の確保で、セルビア勢力のSDS等と交渉を行ったが結果的に上手く行かず、クロアチア勢力と共同で武力行使に出る計画が立てられた。最初に標的とされた村は、ドニェ・セロ村(Donje Selo)で1992年5月20日にクロアチア勢力が侵攻している。ボスニア政府勢力の兵士はヴィニシュテ(Vinište)をツェリチ(Cerići)とビェロヴツィナ(Bjelovcina)の村へ向け通り抜けている。ツェリチが最初に砲撃を受けたのは5月22日のことで、ビェロヴィツィナもまたその時であった。旧ユーゴスラビア国際戦犯法廷(ICTY)による目撃者の聞き取りによれば、セルビア系の住民が住むブラディナ村(Bradina)では5月25日の 午後遅くと夕方に砲撃が行われ、兵士が迷彩と黒の軍服で現れ建物に向け武器を向け砲撃が行われた。多くの住民が逃げ惑い、一部が村の中央に引き下がっていた。その後、5月27日と28日にクロアチア、ボスニア勢力の兵士や警察によって住民は拘束されている。
一連の武力行使によって多くのセルビア系住民などが逮捕されたことやコニツ包囲に関する戦犯に対し、監禁拘束する施設が必要になり以前にユーゴスラビア人民軍の施設として使われていたチェレビチの施設が選ばれた。収容者の大半は1992年4月から12月の間に拘束された男性で、ブラディナやドニェ・セロなど周辺部の武力行使で捕われた人たちであった。5月中に他の場所の強制収容所からチェレビチ強制収容所にいくつかのグループは移され、セルビア系の収容者には暴行や拷問を受けた人、中には看守によって殺された人もいた。レイプの被害に遭った女性も二人いる。その後、ボスニア政府の決定によって1992年12月に収容所は閉鎖され残りの収容者も解放されたとされている。

## 地区
Argud • Bale • Bare • Barmiš • Bijela • Bjelovčina • Blace • Blučići • Borci • Boždarevići • Bradina • Brđani • Budišnja Ravan • Bukovica • Bukovlje • Bulatovići • Bušćak • Buturović Polje • Cerići • Crni Vrh • Čelebići • Čelina • Česim • Čičevo • Čuhovići • Dobričevići • Dolovi • Doljani • Donja Vratna Gora • Donje Selo • Donje Višnjevice • Donji Čažanj • Donji Gradac • Donji Nevizdraci • Donji Prijeslop • Došćica • Dubočani • Dubravice • Dudle • Dužani • Džajići • Džanići • Džepi • Falanovo Brdo • Gakići • Galjevo • Glavatičevo • Gobelovina • Gorani • Goransko Polje • Gorica • Gornja Vratna Gora • Gornje Višnjevice • Gornji Čažanj • Gornji Gradac • Gornji Nevizdraci • Gostovići • Grabovci • Gradeljina • Grušča • Hasanovići • Herići • Homatlije • Homolje • Hondići • Idbar • Jasenik • Javorik • Jezero • Ježeprosina • Jošanica • Kale • Kanjina • Kašići • Konjic • Kostajnica • Koto • Krajkovići • Kralupi • Krtići • Krupac • Krušćica • Kula • Lađanica • Lisičići • Lokva • Luka • Lukomir • Lukšije • Ljesovina • Ljubuča • Ljuta • Mladeškovići • Mokro • Mrkosovice • Obrenovac • Obri • Odžaci • Orahovica • Orlište • Oteležani • Ovčari • Pačerani • Parsovići • Plavuzi • Podhum • Podorašac • Pokojište • Polje Bijela • Požetva • Prevlje • Radešine • Raotići • Rasvar • Razići • Redžići • Repovci • Repovica • Ribari • Ribići • Seljani • Seonica • Sitnik • Slavkovići • Solakova Kula • Sopot • Spiljani • Stojkovići • Strgonice • Studenčica • Sultići • Svijenča • Šunji • Tinje • Tovarnica • Treboje • Trešnjevica • Trusina • Tuhobići • Turija • Ugošće • Veluša • Vinište • Vrbljani • Vrci • Vrdolje • Zabrđani • Zabrđe • Zagorice • Zaslivlje i Zukići

## 人口動態

### 1971年
40,879人
- ボシュニャク人 - 21,599人 (52.83%)
- クロアチア人 - 12,034人 (29.43%)
- セルビア人 - 6,669人 (16.31%)
- ユーゴスラビア人 - 202人(0.49%)
- その他 - 375人 (0.94%)

### 1991年
43,878人
- ボシュニャク人- 23,815人 (54.3%)
- クロアチア人 - 11,513人 (26.2 %)
- セルビア人 - 6,620人 (15.1 %)
- その他  - 1,930人 (4.4 %)

## 姉妹都市
- ストレングネース、 スウェーデン
- バルセロナ、 スペイン